# Bæk (Haderslev Kommune)
 For alternative betydninger, se Bæk (flertydig). (Se også artikler, som begynder med Bæk)
Bæk (tysk: Bek) ligger i Sønderjylland og er en meget lille landsby, beliggende ca. otte kilometer nordøst for Haderslev, tæt på Haderslev Fjord. Den ligger i Haderslev Kommune og hører til Region Syddanmark.
|  | Denne artikel om lokaliteten Bæk (Haderslev Kommune) kan blive bedre, hvis der indsættes et (bedre) billede. Du kan hjælpe ved at afsøge Wikimedia Commons for et passende billede eller lægge et op på Wikimedia Commons med en af de tilladte licenser og indsætte det i artiklen. |

55°17′24″N 9°36′52″Ø / 55.29000°N 9.61444°Ø